# Langaro
Langaro (in greco antico: Λάγγαρος?, Lángaros; ... – 335 a.C.) è stato un re degli agriani.
Contemporaneo di Alessandro Magno, Langaro ne divenne fedele alleato sin da prima della morte di Filippo II, padre e predecessore di Alessandro sul trono macedone. Langaro rese ad Alessandro importanti servigi durante le spedizioni che il re macedone compì in Illiria contro i Dardani e i Taulanti. Appena dopo la sua ascesa al trono, quando gli Autariati prepararono un attacco contro Alessandro durante la sua marcia, Langaro ne invase il territorio, impedendo la realizzazione del loro proposito. Come ricompensa, Alessandro conferì titoli e pagamenti a Langaro e gli promise la mano della sorellastra Cinane, ma Langaro morì subito dopo essere tornato a casa.